# 乙酰基四氟硼酸盐
乙酰基四氟硼酸盐是一种无色固体，化学式为[CH3CO]+[BF4]−。它可由乙酰氟和三氟化硼在四氯化碳、三氯甲烷或二氧化硫中反应得到。它和氟化钠反应，可以得到乙酰氟和氟硼酸钠。它和环庚三烯酮反应，可以得到乙酰氧基䓬氟硼酸盐。